# Ломаный слейви
Ломаный слейви (Broken Slavey, Broken Slavé, Broken Slave, Slavey Jargon, Broken Slavee, le Jargon esclave) — бывший торговый язык, который использовался индейцами и белыми на территории Юкон (например, вокруг реки Лиард и в районе реки Маккензи) в XIX веке.
Ломаный слейви главным образом основывается на языке слейви с элементами из французского, кри и, возможно, в меньшей степени из английского языков. Однако, есть разногласия среди некоторых источников: Петитот (1889) утверждает, что ему не хватает элементов английского, чипевиан или гвичин языков в контакте с пиджином лушё (от фр. Loucheux «косоглазые»), хотя Делл (1880) утверждает, что он включает в себя английские элементы и Макклеллан (1981) утверждает, что содержит в себе влияние из чипевиан. Более поздние источники игнорируются ранними аккаунтами и предполагают, что «ломаный слейви» является простым французским словарём (заимствование), ранее использовавшийся в северных атабаскских языках. Майкл Краусс предположил, что французские заимствования в атабаскских языках, возможно, были заимствованы из ломаного слейви.